# Даная (картина Климта)
«Дана́я» (нем. Danaë) — символистская картина Густава Климта «золотого периода» на известный древнегреческий сюжет о царевне, заточённой отцом в подземелье, чтобы она не родила ему внука, его предсказанную оракулом погибель. Темница не стала препятствием для пленённого красотой девушки бога из богов Зевса, золотым дождём проникшего к Данае, чтобы она зачала сына Персея. Пикантный сюжет привлекал внимание многих живописцев: только у Тициана есть не менее трёх версий «Данаи». Особенность климтовской «Данаи» искусствоведы видят в её нарциссизме и аутоэротике, в то время как мужской принцип — золотой дождь между массивными бёдрами царевны — сведён к орнаментальности.
Густав Климт написал «Данаю» специально для Венской художественной выставки 1908 года, где она вызвала неоднозначную реакцию публики. Фельетонист Эдуард Пёцль в газете Neues Wiener Tagblatt колко обозвал увиденное «узлом старого штопаного белья». В сатирическом журнале Die Muskete опубликовали карикатуру на «Данаю». На выставке «Данаю» приобрёл за 8 тыс. крон строительный магнат Эдуард Аст. На вилле на холме Хоэ-Варте, спроектированной Й. Хоффманом, он отвёл под «Данаю» отдельное помещение овальной формы. В настоящее время картина оценивается в 40 млн евро и является жемчужиной в богатой коллекции австрийского издателя Ханса Диханда. Известно, что при жизни Диханда «Даная» размещалась над камином на его вилле в Дёблинге. До 1995 года картина демонстрировалась в Вене в принадлежавшей Диханду галерее Вюртле.

## Описание
Все детали, относящиеся к сюжету, удалены из картины, оставлена лишь сцена оплодотворения, давшая жизнь Персею, — мгновение, остановленное на века по воле художника. Тема плодородия, ярко отраженная эпохой модерна, и присущая Климту тема женской сексуальности сливаются в единое целое в порыве, заставляющем полностью забыть о мифе, фабула которого сведена на картине художника к минимуму.
Округлые женские формы и орнамент являются теми главными композиционными элементами, которые придают эротичность полотну, которая ещё более подчёркивается золотым цветом дождя. Выбор позы и искажённая перспектива придают телу Данаи необычайную сексуальность, в то же время орнаментализация создает определённую дистанцию. Золотой дождь, проникающий в тело Данаи, и орнамент картины придают древнему сюжету характер возвышенной сакральной сцены. Наслаждение, вызванное золотым дождём, является более чем простой компенсацией, оно вызывает воздействие недоступного при обычном акте, оно превращает тело Данаи в орнаментальный шифр, в произведение искусства. Эрос становится иконой. Ни в одной другой работе художник не доводил женскую сексуальность до такой гипертрофированности. «Даная» Климта является экстремальным примером полностью изолированной женственности, и дистанция, сохраняющаяся в картине благодаря её стилизации, только подчёркивает эту изоляцию. Для этой картины самопоглощённого вожделения, как и для многих других картин, изображающих обнажённое женское тело, нагота сама становится частью декорации. «Революция» Климта не является чем-то ранящим даже там, где он нарушает все табу. Изображение эротического начала с его эстетическим звучанием, но одновременно в смягчённых тонах обеспечивает смотрящему умиротворенное восприятие.
В 2010 году был разгадан секрет золотого орнамента на прозрачном покрывале Данаи на первом плане картины. Искусствоведы описывали его как «овальные формы», «золотые филигранные письмена», «хромосомные формы» и «золотые сперматозоиды». В 2010 году американский биолог развития Скотт Гилберт опознал в узоре бластоцисты — шарообразные образования из стволовых эмбриональных клеток вокруг наполненной жидкостью полости, которые возникают на третий-четвёртый день после оплодотворения. Версию Гилберта подтверждает исследование, проведённое в венских архивах историком биологии Сабиной Браукман. Густав Климт был хорошо знаком с венским буржуазным семейством Цукеркандлей, некоторые представители которого были его меценатами и заказчиками. Страстная поклонница творчества Климта и его активная защитница, публицистка Берта Цукеркандль держала в венском дворце Либена — Аушпица салон, где собирались именитые учёные, писатели и художники, в том числе и Густав Климт. На рубеже XIX—XX веков Вена достигла несравнимой по плотности концентрации наивысших достижений архитектуры, живописи, литературы и музыки: психоанализа Зигмунда Фрейда, экспериментаторства в прикладном искусстве, ошеломительной музыки Густава Малера, грандиозной и спорной новой архитектуры Адольфа Лооса. По воспоминаниям Берты Цукеркандль, именно Климт, живо интересовавшийся достижениями медицины, обратился к её мужу, анатому Эмилю Цукеркандлю с предложением читать научные лекции художникам, которые проводились по вечерам, в том числе и в Анатомическом институте на Верингер-штрассе. На диапроекторе Эмиль Цукеркандль демонстрировал слушателям ошеломительные микроскопические произведения искусства, созданные природой: кровеносные сосуды, эпидермис, каплю крови, мозговое вещество. Вероятно, на этих лекциях Густав Климт узнал о бластоцистах.